# مالکوم بوکله
مالکوم بوکله (انگلیسی: Malcom Bokele؛ زادهٔ ۱۲ فوریهٔ ۲۰۰۰) بازیکن فوتبال متولد فرانسه اهل کامرون است.
وی همچنین در تیم‌های ملی فوتبال زیر ۲۳ سال کامرون و کامرون بازی کرده است.